# Perzsa medvetalp
A perzsa medvetalp (Heracleum persicum) a zellerfélék családjába tartozó 1,5-2,5 m magas növény. Eredetileg Iránban honos, de a 19. században behurcolták Norvégiába és azóta egész Skandináviában inváziós fajként terjed.

## Megjelenése

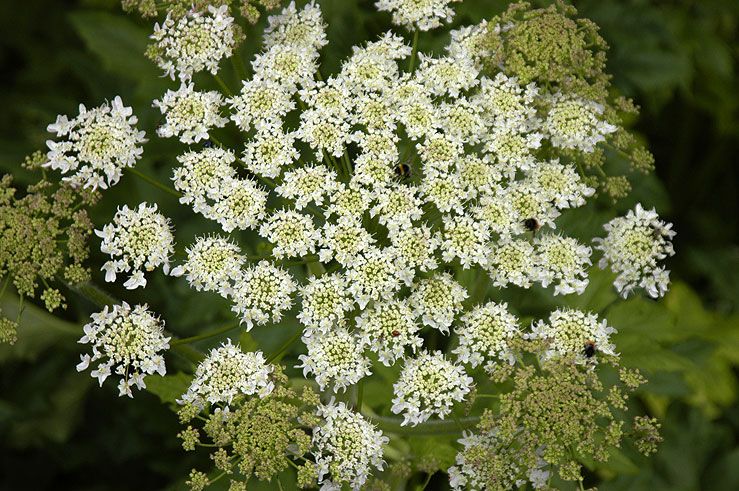
A perzsa medvetalp virágzata

A perzsa medvetalp 1,5-2,5 m (ritkán 3 m) magas, lágyszárú, évelő növény. Levelei és magjai ánizsillatúak. Ritkásan vagy sűrűbben szőrös, belül üreges szára a tövénél 1,5–4 cm vastag. 1-5 szára van. Töve teljes egészében lilás színezetű és feljebb is láthatóak lilás foltok a száron. Váltakozó elhelyezkedésű levelei színe sima, fonáka sűrűn szőrös. Az összetett levél hosszabb, mint amilyen széles, 5-7 szélesen karéjozott tagból állnak, szélük durván fogazott. Szárának és levelének hólyagszőrei mérgező anyagot tartalmaznak, amely a bőrre kerülve UV-sugárzás hatására lokális gyulladást, hólyagosodást okoz ami nehezen gyógyul és helye elszíneződik.
Skandináviában július és szeptember között virágzik. Virágzata 30–50 cm átmérőjű, kissé domború összetett ernyő. A nagy ernyőben 35-84 ernyőcske, azon belül 20-80 virág található. Az egyes ernyőcskék 1,5–3 cm átmérűjőek, a külső virágok nagyobbak és aszimmetrikusak. Öt fehér, mélyen bevágott szirma van, a csészelevelek elsorvadtak.
Termése 7–8 mm hosszú, széles ovális alakú ikeraszat, amin bunkó formájú olajcsatornák láthatóak. Becslések szerint egy növény 1600-4000 magot termel.
Kromoszómaszáma 2n=22.

## Elterjedése és termőhelye

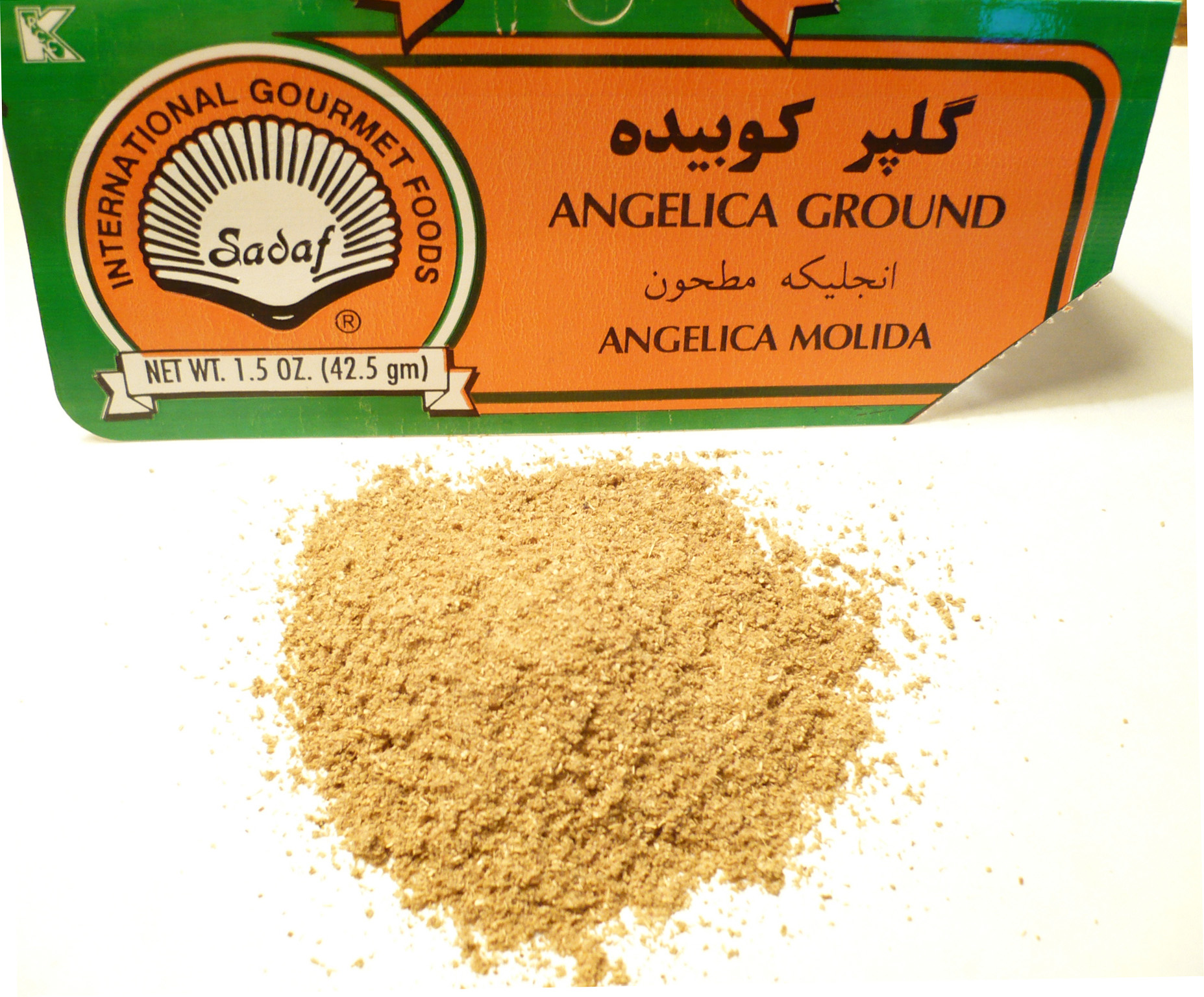
Őrölt medvetalpmag

Eredetileg a Kaukázustól délre eső, Törökországhoz, Irakhoz és Iránhoz tartozó régióból származik. Először 1830 körül került Európába, ahol Angliában a királyi paloták parkjaiba ültették. 1837-ben angol botanikusok vitték be Észak-Norvégiába dísznövényként és azóta valamennyi skandináv országban tömegesen elszaporodott és inváziós fajként kiszorítja a hazai flórát. Norvégiában első előfordulási helyéről Tromsøi pálmának hívják. Szórványosan megfigyelték Észtországban, Csehországban és Magyarországon is. Szerepel az inváziós fajok európai jegyzékében.
Réteken, tisztásokon, parlagon hagyott mezőgazdasági területeken, tengerpartokon, patak- és folyópartokon, útszéleken, vasúti töltések mentén nő. Norvégiában és Finnországban szinte minden város nyílt területein, kertjeiben megtalálható. A nedves, tápanyagban dús talajt kedveli, az árnyékolást rosszul tűri. A többi nagy méretű invazív medvetalptól eltérően polikarp (többször termő) faj és vegetatívan is szaporodik. Norvégiában már a hóolvadás után, március végétől zöldell.

## Jelentősége, felhasználása
Érintése mérgező, ezért kerülendő. Ha nedve a bőrre került szappannal le kell mosni és legalább egy hétig kerülni kell a napfényt.
Iránban porrá őrölt magját fűszerként használják a hagyományos orvoslásban pedig fertőzések ellen, vagy emésztésjavító, szélhajtó, fájdalomcsillapító szerként alkalmazzák.